# スロットルコントローラー
スロットルコントローラー(英: Throttle Controller)とは、自動車のスロットルバイワイヤ（電子式スロットル）のスロットル開度を純正状態よりも増減させエンジン出力特性
を変化させるためにアクセルとエンジンコンピューター間へ装着しアクセル開度信号をスロットルコントローラーで変化させるエンジン出力の制御装置である。
アクセルの踏み込み量に対しエンジン出力が上がるとレスポンスも上がりスポーツやサーキット走行に適し、エンジン出力が下がるとレスポンスは下がりエコドライブなどの低燃費走行に適すためドライバーの好みやクルマの特性、道路状況などに応じ調整することでより最適な走行が可能になる。
スロットルコントローラーは略して「スロコン」と呼ばれることもあり、ピボット社製の3-driveシリーズなどが有名である。

## 解説

### スロットルの開弁方法の変化
エンジン出力に必要な空気は従来アクセルとスロットル間をワイヤーケーブルで繋ぎ開閉をしていたが、スロットルバイワイヤでは、アクセル信号をエンジンコンピューターが他の車速、エンジン回転、加速度、水温などの情報と併せた上で最適なエンジン出力をするスロットル開度に制御するため、低燃費、排出ガス抑制などに有効とされる。一般車では1995年にホンダ・NSXでの採用をスタートに2018年では殆どの新車が採用するシステムとなった。

### スロットルバイワイヤの利点
スロットルバイワイヤのメリットは、低燃費、安全走行の実行に有効であり、デメリットは自動車メーカーの設定が燃費優先の場合はレスポンスが悪く、逆にレスポンスが高い場合は低速で燃費が悪くなる場合がある。

### スロットルコントローラーの有効性
スロットルバイワイヤは自動車メーカーが低燃費や排出ガス抑制などによった制御とすればレスポンスが悪く、逆にレスポンスを高くし過ぎると低速走行がしにくく燃費も悪化する、そこでクルマの特性とドライバーの好みに応じレスポンスを上げたいスポーツ走行やサーキット走行の場合、レスポンスを下げ低燃費走行したい場合や市街地走行の場合などに対応した最適な調整ができる装置がスロットルコントローラーである。

### スロットルコントローラーの補助機能
ピボット社製3-driveシリーズには設定した速度で自動走行できるオートクルーズ機能が付加された製品もある。